# Президент (журнал)
Президент — український журнал.
Видавався Валерієм Кодру у 1999–2003 роках, входив «Видавничого дому «Журнал «Президент». На його сторінках оприлюднювалися матеріали про функціонування інституту президентства, про минуле та майбутнє президентської влади в різних країнах, про видатних президентів усіх часів і народів. Розповсюджувався під час державних та офіційних візитів глави держави за кордон.
Основні рубрики: Інститут президентства в Україні, Гості журналу «Президент», Велика сімка, Лауреати Нобеля, З родинного альбому, Рейтинги журналу «Президент», Столиці світу, Смак величі, Постаті, Філософія політичного успіху, Жінки та політика, Анатомія влади, Одержимість, Школа політичної психології, За лаштунками, Київ - столиця, Місто пам'ятників, Галерея журналу «Президент» та ін.
Часопис сповідував авторський стиль, тож творцями журналу були знані в Україні автори: П. Загребельний, С. Кримський, В. Андрущенко, В. Скуратівський, Д. Горбачов, М. Шудря, О. Вишняк, В. Дрозд, М. Жулинський, В. Яворівський, І. Лосів, В. Король, Ф. Кирилюк, Ю. Луканов, В. Литвин, В. Смолій, Ю. Работін, В. Невмитий, С. Цалик, П. Селігей, А. Глазовий, А. Макаров, Ю. Мосенкіс, І. Андрусяк, В. Шлінчак, А. Странніков, Д. Янко, А. Охрімович, С. Процюк, П.Глоба та ін. 
Під егідою журналу здійснювалися видавничі проекти: «Філософія розвідки» (Г. Ковтун), «Смерть чужого» (А. Курков), Dictionary of Everyday Economy (Л. Герасимчук, В. Кодру).
При журналі 2001 року спільно з Національними творчими спілками України було започатковано Всеукраїнську премію «Визнання» в галузі гуманітарних наук, культури та мистецтва, лауреатами якої зокрема були:  А. Базилевич, В. Брюховецький, С. Бубка, Л. Венедиктов, Б. Возницький, С. Данченко, І. Дзюба, Л. Костенко, Д. Лідер, Г. Логвин В. Писарєв, В. Прокопенко, Б. Сколоздра, Є. Станкович, В. Шевчук. Режисер церемонії - А. Жолдак, автор скульптурного символу - О. Пінчук, музичне оформлення - В. Бебешко.
«Президент» відзначений на Міжнародному конкурсі ЗМІ «Золоте перо» (найвища нагорода в галузі журналістики) премією за 2000 рік як найкращий журнал країни.